# Germany Shore
Germany Shore (anteriormente titulada como Reality Shore) es un programa de telerrealidad alemana y suiza transmitida desde el 17 de septiembre de 2021. Es la versión alemana del programa estadounidense Jersey Shore.  El programa sigue la vida cotidiana de nueve personas, mientras que viven juntos durante varias semanas.

## Producción
El programa se encuentra ubicado en Creta en Grecia. Los miembros del reparto en su mayoría han sido parte de algún otro reality show, incluidos Ex on the Beach Alemania, Love Island(en) y The Bachelorette Germany. La primera temporada fue publicada en streaming por OnePlus y Joyn, y por canal de televisión en 3+ y MTV Alemania. 
La segunda temporada (ahora anunciada como Germany Shore) fue filmada en Croacia. se estrenó el 14 de diciembre de 2022, y también por primera vez en Paramount+ el 15 de diciembre del mismo año,sustituyendo así a Joyn. 
El 10 de febrero de 2023 se anunció el inicio de la producción para una tercera temporada que fue filmada en junio.La tercera temporada se estrenó el 14 de noviembre de 2023La lista de los miembros del reparto fue revelada semanas antes del estreno.
La producción para un cuarta temporada fue anunciada el 6 de marzo de 2024.Primero se estrenó el 5 de noviembre de 2024 Germany Shore OG, una miniserie que documenta parte del elenco del programa principal. En este nuevo formato, los participantes se enfrentan a problemas de la vida real. Luego la cuarta temporada el 19 de noviembre de 2024.
En junio de 2025 MTV anunció el inicio de la producción de la quinta temporada.

## Temporadas
| Año  | Temporadas  | Ubicación             | N.º de Episodios |
| ---- | ----------- | --------------------- | ---------------- |
| 2021 | Temporada 1 | Creta, Grecia         | 11               |
| 2022 | Temporada 2 | Croacia               | 11               |
| 2023 | Temporada 3 | Cabo de Sunio, Grecia | 11               |
| 2024 | Temporada 4 | Cabo de Sunio, Grecia | 11               |

## Reparto

### Reparto actual
| Miembro del reparto      | Programa original              | Temp.   | Episodios |
| ------------------------ | ------------------------------ | ------- | --------- |
| Bellydah Victoria Badgal | Der Bachelor                   | 1–2, 3– | 38        |
| Walentina Doronina       | Ex on the Beach Alemania       | 1, 2–   | 38        |
| Jessy                    | –                              | 1–3, 4– | 35        |
| Jonathan "Jona" Steining | –                              | 2–      | 29        |
| Michael "Micha" Schüler  | Couple Challenge               | 3–      | 15        |
| Paulina Ljubas           | Ex on the Beach Alemania       | 3–      | 21        |
| Tommy Pedroni            | Temptation Island VIP Alemania | 3–      | 21        |
| Bella                    | Love Fool Germany              | 4–      | 11        |
| Calvin Steiner           | Temptation Island VIP Alemania | 4–      | 11        |
| Daymian Weiß             | Die Weißens                    | 4–      | 11        |
| Enya                     | –                              | 4–      | 11        |
| Jermaine Diallo          | –                              | 4–      | 11        |
| Nailo                    | –                              | 4–      | 5         |
| Oguzhan "Ozan" Gencel    | Die Bachelorette               | 4–      | 11        |
| Soki                     | –                              | 4–      | 11        |

### Antiguos miembros del reparto
| Miembro del reparto     | Programa original           | Temp. | Episodios |
| ----------------------- | --------------------------- | ----- | --------- |
| Jessica Fiorini         | Love Island Alemania        | 1, 3  | 19        |
| Yasin Mohamed           | Temptation Island Alemania  | 1–2   | 18        |
| Emanuel R. Brunner      | Der Bachelor                | 1, 2  | 16        |
| Mia Madisson            | –                           | 1, 2  | 13        |
| Nic                     | –                           | 1     | 11        |
| Gina Alisia De Rossa    | –                           | 1     | 7         |
| Nara                    | –                           | 1     | 5         |
| Silvio                  | –                           | 1     | 5         |
| Danilo Cristilli        | Love Island Alemania        | 1     | 3         |
| Anthony                 | –                           | 1     | 2         |
| Niko                    | –                           | 1     | 2         |
| Julius Tkatschenko      | –                           | 2–4   | 26        |
| Hatidza "Haiti" Suarez  | –                           | 2, 3  | 19        |
| Antonia                 | –                           | 2     | 11        |
| Dino Strukar            | –                           | 2     | 11        |
| Elia Berthoud           | –                           | 2     | 11        |
| Venance Gwladys Amvame  | –                           | 2     | 11        |
| Dana Feist              | –                           | 2, 4  | 9         |
| Emilija Mihailova       | –                           | 2     | 6         |
| Peter Kujan             | Die Bachelorette            | 2     | 4         |
| Fabio de Pasquale       | Dating Naked (Alemania)     | 2     | 3         |
| Germain Wolf            | Are You the One? (Alemania) | 2     | 3         |
| Michael "Micha" Schüler | Couple Challenge            | 3–4   | 13        |
| Bobby Chambertz         | Love Island Alemania        | 3     | 11        |
| Abi                     | –                           | 3     | 11        |
| Marvin Opana            | –                           | 3     | 11        |
| Max Eggerstedt          | Ex on the Beach Alemania    | 3     | 11        |
| Meggie                  | –                           | 3     | 7         |
| Paola                   | –                           | 3     | 7         |
| Ramona Jst              | –                           | 3     | 5         |
| Selina Felicitas        | –                           | 3     | 5         |
| Einfach Tobi            | –                           | 3     | 3         |
| Wilson                  | Are You the One? (Alemania) | 4     | 10        |
| Luisa Früh              | Make Love Fake Love         | 4     | 4         |
| Tina Rubi               | –                           | 4     | 4         |

#### Invitados especiales
| Miembro del reparto | Programa original          | Temp. | Episodios |
| ------------------- | -------------------------- | ----- | --------- |
| Calvin Kleinen      | Temptation Island Alemania | 1     | 1         |
| Melody Haase        | –                          | 1     | 3         |
| Elena Miras         | Love Island Alemania       | 1     | 2         |
| Marina              | –                          | 2     | 1         |
| Nathan Henry        | Geordie Shore              | 3     | 2         |

## Duración del reparto
| Reparto principal                      | Reparto principal | Reparto principal | Reparto principal | Reparto principal | Reparto principal | Reparto principal | Reparto principal | Reparto principal | Reparto principal | Reparto principal | Reparto principal | Reparto principal | Reparto principal | Reparto principal | Reparto principal | Reparto principal | Reparto principal | Reparto principal | Reparto principal | Reparto principal | Reparto principal | Reparto principal | Reparto principal | Reparto principal | Reparto principal | Reparto principal | Reparto principal | Reparto principal | Reparto principal | Reparto principal | Reparto principal | Reparto principal | Reparto principal | Reparto principal | Reparto principal | Reparto principal | Reparto principal | Reparto principal | Reparto principal | Reparto principal | Reparto principal | Reparto principal | Reparto principal | Reparto principal |
| Nombre                                 | Temporada 1       | Temporada 1       | Temporada 1       | Temporada 1       | Temporada 1       | Temporada 1       | Temporada 1       | Temporada 1       | Temporada 1       | Temporada 1       | Temporada 1       | Temporada 2       | Temporada 2       | Temporada 2       | Temporada 2       | Temporada 2       | Temporada 2       | Temporada 2       | Temporada 2       | Temporada 2       | Temporada 2       | Temporada 2       | Temporada 3       | Temporada 3       | Temporada 3       | Temporada 3       | Temporada 3       | Temporada 3       | Temporada 3       | Temporada 3       | Temporada 3       | Temporada 3       | Temporada 3       | Temporada 4       | Temporada 4       | Temporada 4       | Temporada 4       | Temporada 4       | Temporada 4       | Temporada 4       | Temporada 4       | Temporada 4       | Temporada 4       | Temporada 4       |
| Nombre                                 | 1                 | 2                 | 3                 | 4                 | 5                 | 6                 | 7                 | 8                 | 9                 | 10                | 11                | 1                 | 2                 | 3                 | 4                 | 5                 | 6                 | 7                 | 8                 | 9                 | 10                | 11                | 1                 | 2                 | 3                 | 4                 | 5                 | 6                 | 7                 | 8                 | 9                 | 10                | 11                | 1                 | 2                 | 3                 | 4                 | 5                 | 6                 | 7                 | 8                 | 9                 | 10                | 11                |
| -------------------------------------- | ----------------- | ----------------- | ----------------- | ----------------- | ----------------- | ----------------- | ----------------- | ----------------- | ----------------- | ----------------- | ----------------- | ----------------- | ----------------- | ----------------- | ----------------- | ----------------- | ----------------- | ----------------- | ----------------- | ----------------- | ----------------- | ----------------- | ----------------- | ----------------- | ----------------- | ----------------- | ----------------- | ----------------- | ----------------- | ----------------- | ----------------- | ----------------- | ----------------- | ----------------- | ----------------- | ----------------- | ----------------- | ----------------- | ----------------- | ----------------- | ----------------- | ----------------- | ----------------- | ----------------- |
| Belly                                  |                   |                   |                   |                   |                   |                   |                   |                   |                   |                   |                   |                   |                   |                   |                   |                   |                   |                   |                   |                   |                   |                   |                   |                   |                   |                   |                   |                   |                   |                   |                   |                   |                   |                   |                   |                   |                   |                   |                   |                   |                   |                   |                   |                   |
| Jessy                                  |                   |                   |                   |                   |                   |                   |                   |                   |                   |                   |                   |                   |                   |                   |                   |                   |                   |                   |                   |                   |                   |                   |                   |                   |                   |                   |                   |                   |                   |                   |                   |                   |                   |                   |                   |                   |                   |                   |                   |                   |                   |                   |                   |                   |
| Walentina                              |                   |                   |                   |                   |                   |                   |                   |                   |                   |                   |                   |                   |                   |                   |                   |                   |                   |                   |                   |                   |                   |                   |                   |                   |                   |                   |                   |                   |                   |                   |                   |                   |                   |                   |                   |                   |                   |                   |                   |                   |                   |                   |                   |                   |
| Jona                                   |                   |                   |                   |                   |                   |                   |                   |                   |                   |                   |                   |                   |                   |                   |                   |                   |                   |                   |                   |                   |                   |                   |                   |                   |                   |                   |                   |                   |                   |                   |                   |                   |                   |                   |                   |                   |                   |                   |                   |                   |                   |                   |                   |                   |
| Micha                                  |                   |                   |                   |                   |                   |                   |                   |                   |                   |                   |                   |                   |                   |                   |                   |                   |                   |                   |                   |                   |                   |                   |                   |                   |                   |                   |                   |                   |                   |                   |                   |                   |                   |                   |                   |                   |                   |                   |                   |                   |                   |                   |                   |                   |
| Paulina                                |                   |                   |                   |                   |                   |                   |                   |                   |                   |                   |                   |                   |                   |                   |                   |                   |                   |                   |                   |                   |                   |                   |                   |                   |                   |                   |                   |                   |                   |                   |                   |                   |                   |                   |                   |                   |                   |                   |                   |                   |                   |                   |                   |                   |
| Tommy                                  |                   |                   |                   |                   |                   |                   |                   |                   |                   |                   |                   |                   |                   |                   |                   |                   |                   |                   |                   |                   |                   |                   |                   |                   |                   |                   |                   |                   |                   |                   |                   |                   |                   |                   |                   |                   |                   |                   |                   |                   |                   |                   |                   |                   |
| Bella                                  |                   |                   |                   |                   |                   |                   |                   |                   |                   |                   |                   |                   |                   |                   |                   |                   |                   |                   |                   |                   |                   |                   |                   |                   |                   |                   |                   |                   |                   |                   |                   |                   |                   |                   |                   |                   |                   |                   |                   |                   |                   |                   |                   |                   |
| Calvin S                               |                   |                   |                   |                   |                   |                   |                   |                   |                   |                   |                   |                   |                   |                   |                   |                   |                   |                   |                   |                   |                   |                   |                   |                   |                   |                   |                   |                   |                   |                   |                   |                   |                   |                   |                   |                   |                   |                   |                   |                   |                   |                   |                   |                   |
| Daymian                                |                   |                   |                   |                   |                   |                   |                   |                   |                   |                   |                   |                   |                   |                   |                   |                   |                   |                   |                   |                   |                   |                   |                   |                   |                   |                   |                   |                   |                   |                   |                   |                   |                   |                   |                   |                   |                   |                   |                   |                   |                   |                   |                   |                   |
| Enya                                   |                   |                   |                   |                   |                   |                   |                   |                   |                   |                   |                   |                   |                   |                   |                   |                   |                   |                   |                   |                   |                   |                   |                   |                   |                   |                   |                   |                   |                   |                   |                   |                   |                   |                   |                   |                   |                   |                   |                   |                   |                   |                   |                   |                   |
| Jermaine                               |                   |                   |                   |                   |                   |                   |                   |                   |                   |                   |                   |                   |                   |                   |                   |                   |                   |                   |                   |                   |                   |                   |                   |                   |                   |                   |                   |                   |                   |                   |                   |                   |                   |                   |                   |                   |                   |                   |                   |                   |                   |                   |                   |                   |
| Oguzhan                                |                   |                   |                   |                   |                   |                   |                   |                   |                   |                   |                   |                   |                   |                   |                   |                   |                   |                   |                   |                   |                   |                   |                   |                   |                   |                   |                   |                   |                   |                   |                   |                   |                   |                   |                   |                   |                   |                   |                   |                   |                   |                   |                   |                   |
| Soki                                   |                   |                   |                   |                   |                   |                   |                   |                   |                   |                   |                   |                   |                   |                   |                   |                   |                   |                   |                   |                   |                   |                   |                   |                   |                   |                   |                   |                   |                   |                   |                   |                   |                   |                   |                   |                   |                   |                   |                   |                   |                   |                   |                   |                   |
| Nailo                                  |                   |                   |                   |                   |                   |                   |                   |                   |                   |                   |                   |                   |                   |                   |                   |                   |                   |                   |                   |                   |                   |                   |                   |                   |                   |                   |                   |                   |                   |                   |                   |                   |                   |                   |                   |                   |                   |                   |                   |                   |                   |                   |                   |                   |
| Antiguos miembros del reparto          |                   |                   |                   |                   |                   |                   |                   |                   |                   |                   |                   |                   |                   |                   |                   |                   |                   |                   |                   |                   |                   |                   |                   |                   |                   |                   |                   |                   |                   |                   |                   |                   |                   |                   |                   |                   |                   |                   |                   |                   |                   |                   |                   |                   |
| Nombre                                 | Temporada 1       | Temporada 1       | Temporada 1       | Temporada 1       | Temporada 1       | Temporada 1       | Temporada 1       | Temporada 1       | Temporada 1       | Temporada 1       | Temporada 1       | Temporada 2       | Temporada 2       | Temporada 2       | Temporada 2       | Temporada 2       | Temporada 2       | Temporada 2       | Temporada 2       | Temporada 2       | Temporada 2       | Temporada 2       | Temporada 3       | Temporada 3       | Temporada 3       | Temporada 3       | Temporada 3       | Temporada 3       | Temporada 3       | Temporada 3       | Temporada 3       | Temporada 3       | Temporada 3       | Temporada 4       | Temporada 4       | Temporada 4       | Temporada 4       | Temporada 4       | Temporada 4       | Temporada 4       | Temporada 4       | Temporada 4       | Temporada 4       | Temporada 4       |
| Nombre                                 | 1                 | 2                 | 3                 | 4                 | 5                 | 6                 | 7                 | 8                 | 9                 | 10                | 11                | 1                 | 2                 | 3                 | 4                 | 5                 | 6                 | 7                 | 8                 | 9                 | 10                | 11                | 1                 | 2                 | 3                 | 4                 | 5                 | 6                 | 7                 | 8                 | 9                 | 10                | 11                | 1                 | 2                 | 3                 | 4                 | 5                 | 6                 | 7                 | 8                 | 9                 | 10                | 11                |
| Jessica                                |                   |                   |                   |                   |                   |                   |                   |                   |                   |                   |                   |                   |                   |                   |                   |                   |                   |                   |                   |                   |                   |                   |                   |                   |                   |                   |                   |                   |                   |                   |                   |                   |                   |                   |                   |                   |                   |                   |                   |                   |                   |                   |                   |                   |
| Yasin                                  |                   |                   |                   |                   |                   |                   |                   |                   |                   |                   |                   |                   |                   |                   |                   |                   |                   |                   |                   |                   |                   |                   |                   |                   |                   |                   |                   |                   |                   |                   |                   |                   |                   |                   |                   |                   |                   |                   |                   |                   |                   |                   |                   |                   |
| Emanuel                                |                   |                   |                   |                   |                   |                   |                   |                   |                   |                   |                   |                   |                   |                   |                   |                   |                   |                   |                   |                   |                   |                   |                   |                   |                   |                   |                   |                   |                   |                   |                   |                   |                   |                   |                   |                   |                   |                   |                   |                   |                   |                   |                   |                   |
| Nic                                    |                   |                   |                   |                   |                   |                   |                   |                   |                   |                   |                   |                   |                   |                   |                   |                   |                   |                   |                   |                   |                   |                   |                   |                   |                   |                   |                   |                   |                   |                   |                   |                   |                   |                   |                   |                   |                   |                   |                   |                   |                   |                   |                   |                   |
| Niko                                   |                   |                   |                   |                   |                   |                   |                   |                   |                   |                   |                   |                   |                   |                   |                   |                   |                   |                   |                   |                   |                   |                   |                   |                   |                   |                   |                   |                   |                   |                   |                   |                   |                   |                   |                   |                   |                   |                   |                   |                   |                   |                   |                   |                   |
| Mia                                    |                   |                   |                   |                   |                   |                   |                   |                   |                   |                   |                   |                   |                   |                   |                   |                   |                   |                   |                   |                   |                   |                   |                   |                   |                   |                   |                   |                   |                   |                   |                   |                   |                   |                   |                   |                   |                   |                   |                   |                   |                   |                   |                   |                   |
| Gina                                   |                   |                   |                   |                   |                   |                   |                   |                   |                   |                   |                   |                   |                   |                   |                   |                   |                   |                   |                   |                   |                   |                   |                   |                   |                   |                   |                   |                   |                   |                   |                   |                   |                   |                   |                   |                   |                   |                   |                   |                   |                   |                   |                   |                   |
| Anthony                                |                   |                   |                   |                   |                   |                   |                   |                   |                   |                   |                   |                   |                   |                   |                   |                   |                   |                   |                   |                   |                   |                   |                   |                   |                   |                   |                   |                   |                   |                   |                   |                   |                   |                   |                   |                   |                   |                   |                   |                   |                   |                   |                   |                   |
| Silvio                                 |                   |                   |                   |                   |                   |                   |                   |                   |                   |                   |                   |                   |                   |                   |                   |                   |                   |                   |                   |                   |                   |                   |                   |                   |                   |                   |                   |                   |                   |                   |                   |                   |                   |                   |                   |                   |                   |                   |                   |                   |                   |                   |                   |                   |
| Nara                                   |                   |                   |                   |                   |                   |                   |                   |                   |                   |                   |                   |                   |                   |                   |                   |                   |                   |                   |                   |                   |                   |                   |                   |                   |                   |                   |                   |                   |                   |                   |                   |                   |                   |                   |                   |                   |                   |                   |                   |                   |                   |                   |                   |                   |
| Danilo                                 |                   |                   |                   |                   |                   |                   |                   |                   |                   |                   |                   |                   |                   |                   |                   |                   |                   |                   |                   |                   |                   |                   |                   |                   |                   |                   |                   |                   |                   |                   |                   |                   |                   |                   |                   |                   |                   |                   |                   |                   |                   |                   |                   |                   |
| Hati                                   |                   |                   |                   |                   |                   |                   |                   |                   |                   |                   |                   |                   |                   |                   |                   |                   |                   |                   |                   |                   |                   |                   |                   |                   |                   |                   |                   |                   |                   |                   |                   |                   |                   |                   |                   |                   |                   |                   |                   |                   |                   |                   |                   |                   |
| Antonia                                |                   |                   |                   |                   |                   |                   |                   |                   |                   |                   |                   |                   |                   |                   |                   |                   |                   |                   |                   |                   |                   |                   |                   |                   |                   |                   |                   |                   |                   |                   |                   |                   |                   |                   |                   |                   |                   |                   |                   |                   |                   |                   |                   |                   |
| Dino                                   |                   |                   |                   |                   |                   |                   |                   |                   |                   |                   |                   |                   |                   |                   |                   |                   |                   |                   |                   |                   |                   |                   |                   |                   |                   |                   |                   |                   |                   |                   |                   |                   |                   |                   |                   |                   |                   |                   |                   |                   |                   |                   |                   |                   |
| Elia                                   |                   |                   |                   |                   |                   |                   |                   |                   |                   |                   |                   |                   |                   |                   |                   |                   |                   |                   |                   |                   |                   |                   |                   |                   |                   |                   |                   |                   |                   |                   |                   |                   |                   |                   |                   |                   |                   |                   |                   |                   |                   |                   |                   |                   |
| Venance                                |                   |                   |                   |                   |                   |                   |                   |                   |                   |                   |                   |                   |                   |                   |                   |                   |                   |                   |                   |                   |                   |                   |                   |                   |                   |                   |                   |                   |                   |                   |                   |                   |                   |                   |                   |                   |                   |                   |                   |                   |                   |                   |                   |                   |
| Julius                                 |                   |                   |                   |                   |                   |                   |                   |                   |                   |                   |                   |                   |                   |                   |                   |                   |                   |                   |                   |                   |                   |                   |                   |                   |                   |                   |                   |                   |                   |                   |                   |                   |                   |                   |                   |                   |                   |                   |                   |                   |                   |                   |                   |                   |
| Emilija                                |                   |                   |                   |                   |                   |                   |                   |                   |                   |                   |                   |                   |                   |                   |                   |                   |                   |                   |                   |                   |                   |                   |                   |                   |                   |                   |                   |                   |                   |                   |                   |                   |                   |                   |                   |                   |                   |                   |                   |                   |                   |                   |                   |                   |
| Dana                                   |                   |                   |                   |                   |                   |                   |                   |                   |                   |                   |                   |                   |                   |                   |                   |                   |                   |                   |                   |                   |                   |                   |                   |                   |                   |                   |                   |                   |                   |                   |                   |                   |                   |                   |                   |                   |                   |                   |                   |                   |                   |                   |                   |                   |
| Peter                                  |                   |                   |                   |                   |                   |                   |                   |                   |                   |                   |                   |                   |                   |                   |                   |                   |                   |                   |                   |                   |                   |                   |                   |                   |                   |                   |                   |                   |                   |                   |                   |                   |                   |                   |                   |                   |                   |                   |                   |                   |                   |                   |                   |                   |
| Fabio                                  |                   |                   |                   |                   |                   |                   |                   |                   |                   |                   |                   |                   |                   |                   |                   |                   |                   |                   |                   |                   |                   |                   |                   |                   |                   |                   |                   |                   |                   |                   |                   |                   |                   |                   |                   |                   |                   |                   |                   |                   |                   |                   |                   |                   |
| Germain                                |                   |                   |                   |                   |                   |                   |                   |                   |                   |                   |                   |                   |                   |                   |                   |                   |                   |                   |                   |                   |                   |                   |                   |                   |                   |                   |                   |                   |                   |                   |                   |                   |                   |                   |                   |                   |                   |                   |                   |                   |                   |                   |                   |                   |
| Abi                                    |                   |                   |                   |                   |                   |                   |                   |                   |                   |                   |                   |                   |                   |                   |                   |                   |                   |                   |                   |                   |                   |                   |                   |                   |                   |                   |                   |                   |                   |                   |                   |                   |                   |                   |                   |                   |                   |                   |                   |                   |                   |                   |                   |                   |
| Marvin                                 |                   |                   |                   |                   |                   |                   |                   |                   |                   |                   |                   |                   |                   |                   |                   |                   |                   |                   |                   |                   |                   |                   |                   |                   |                   |                   |                   |                   |                   |                   |                   |                   |                   |                   |                   |                   |                   |                   |                   |                   |                   |                   |                   |                   |
| Max                                    |                   |                   |                   |                   |                   |                   |                   |                   |                   |                   |                   |                   |                   |                   |                   |                   |                   |                   |                   |                   |                   |                   |                   |                   |                   |                   |                   |                   |                   |                   |                   |                   |                   |                   |                   |                   |                   |                   |                   |                   |                   |                   |                   |                   |
| Bobby                                  |                   |                   |                   |                   |                   |                   |                   |                   |                   |                   |                   |                   |                   |                   |                   |                   |                   |                   |                   |                   |                   |                   |                   |                   |                   |                   |                   |                   |                   |                   |                   |                   |                   |                   |                   |                   |                   |                   |                   |                   |                   |                   |                   |                   |
| Ramona                                 |                   |                   |                   |                   |                   |                   |                   |                   |                   |                   |                   |                   |                   |                   |                   |                   |                   |                   |                   |                   |                   |                   |                   |                   |                   |                   |                   |                   |                   |                   |                   |                   |                   |                   |                   |                   |                   |                   |                   |                   |                   |                   |                   |                   |
| Selina                                 |                   |                   |                   |                   |                   |                   |                   |                   |                   |                   |                   |                   |                   |                   |                   |                   |                   |                   |                   |                   |                   |                   |                   |                   |                   |                   |                   |                   |                   |                   |                   |                   |                   |                   |                   |                   |                   |                   |                   |                   |                   |                   |                   |                   |
| Nunu                                   |                   |                   |                   |                   |                   |                   |                   |                   |                   |                   |                   |                   |                   |                   |                   |                   |                   |                   |                   |                   |                   |                   |                   |                   |                   |                   |                   |                   |                   |                   |                   |                   |                   |                   |                   |                   |                   |                   |                   |                   |                   |                   |                   |                   |
| Meggie                                 |                   |                   |                   |                   |                   |                   |                   |                   |                   |                   |                   |                   |                   |                   |                   |                   |                   |                   |                   |                   |                   |                   |                   |                   |                   |                   |                   |                   |                   |                   |                   |                   |                   |                   |                   |                   |                   |                   |                   |                   |                   |                   |                   |                   |
| Paola                                  |                   |                   |                   |                   |                   |                   |                   |                   |                   |                   |                   |                   |                   |                   |                   |                   |                   |                   |                   |                   |                   |                   |                   |                   |                   |                   |                   |                   |                   |                   |                   |                   |                   |                   |                   |                   |                   |                   |                   |                   |                   |                   |                   |                   |
| Tobi                                   |                   |                   |                   |                   |                   |                   |                   |                   |                   |                   |                   |                   |                   |                   |                   |                   |                   |                   |                   |                   |                   |                   |                   |                   |                   |                   |                   |                   |                   |                   |                   |                   |                   |                   |                   |                   |                   |                   |                   |                   |                   |                   |                   |                   |
| Wilson                                 |                   |                   |                   |                   |                   |                   |                   |                   |                   |                   |                   |                   |                   |                   |                   |                   |                   |                   |                   |                   |                   |                   |                   |                   |                   |                   |                   |                   |                   |                   |                   |                   |                   |                   |                   |                   |                   |                   |                   |                   |                   |                   |                   |                   |
| Luisa                                  |                   |                   |                   |                   |                   |                   |                   |                   |                   |                   |                   |                   |                   |                   |                   |                   |                   |                   |                   |                   |                   |                   |                   |                   |                   |                   |                   |                   |                   |                   |                   |                   |                   |                   |                   |                   |                   |                   |                   |                   |                   |                   |                   |                   |
| Tina                                   |                   |                   |                   |                   |                   |                   |                   |                   |                   |                   |                   |                   |                   |                   |                   |                   |                   |                   |                   |                   |                   |                   |                   |                   |                   |                   |                   |                   |                   |                   |                   |                   |                   |                   |                   |                   |                   |                   |                   |                   |                   |                   |                   |                   |
| Antiguos miembros del reparto de apoyo |                   |                   |                   |                   |                   |                   |                   |                   |                   |                   |                   |                   |                   |                   |                   |                   |                   |                   |                   |                   |                   |                   |                   |                   |                   |                   |                   |                   |                   |                   |                   |                   |                   |                   |                   |                   |                   |                   |                   |                   |                   |                   |                   |                   |
| Calvin K                               |                   |                   |                   |                   |                   |                   |                   |                   |                   |                   |                   |                   |                   |                   |                   |                   |                   |                   |                   |                   |                   |                   |                   |                   |                   |                   |                   |                   |                   |                   |                   |                   |                   |                   |                   |                   |                   |                   |                   |                   |                   |                   |                   |                   |
| Melody                                 |                   |                   |                   |                   |                   |                   |                   |                   |                   |                   |                   |                   |                   |                   |                   |                   |                   |                   |                   |                   |                   |                   |                   |                   |                   |                   |                   |                   |                   |                   |                   |                   |                   |                   |                   |                   |                   |                   |                   |                   |                   |                   |                   |                   |
| Elena                                  |                   |                   |                   |                   |                   |                   |                   |                   |                   |                   |                   |                   |                   |                   |                   |                   |                   |                   |                   |                   |                   |                   |                   |                   |                   |                   |                   |                   |                   |                   |                   |                   |                   |                   |                   |                   |                   |                   |                   |                   |                   |                   |                   |                   |
| Marina                                 |                   |                   |                   |                   |                   |                   |                   |                   |                   |                   |                   |                   |                   |                   |                   |                   |                   |                   |                   |                   |                   |                   |                   |                   |                   |                   |                   |                   |                   |                   |                   |                   |                   |                   |                   |                   |                   |                   |                   |                   |                   |                   |                   |                   |
| Nathan                                 |                   |                   |                   |                   |                   |                   |                   |                   |                   |                   |                   |                   |                   |                   |                   |                   |                   |                   |                   |                   |                   |                   |                   |                   |                   |                   |                   |                   |                   |                   |                   |                   |                   |                   |                   |                   |                   |                   |                   |                   |                   |                   |                   |                   |

Notas
| = "Miembro del reparto" ingresa al reality. = "Miembro del reparto" regresa al reality. = "Miembro del reparto" abandona el reality. = "Miembro del reparto" ingresa y abandona el reality en el mismo episodio. = "Miembro del reparto" es expulsado del reality. = "Miembro del reparto" abandona y regresa a la casa. = "Miembro del reparto" abandona la casa voluntariamente. | = "Miembro del reparto" es expulsado de la casa. = "Miembro del reparto" regresa a la casa. = "Miembro del reparto" aparece en este episodio. = "Miembro del reparto" aparece en este episodio, pero fuera de la casa. = "Miembro del reparto" no aparece en este episodio. = "Miembro del reparto" aparece en este episodio, pero no es miembro del reparto. = "Miembro del reparto" no es miembro del reparto en este episodio. |

## Episodios
| Temporada                                      | Temporada                                      | Episodios | Lanzamiento                                     | Lanzamiento                                     | Lanzamiento                      | Lanzamiento  |
| ---------------------------------------------- | ---------------------------------------------- | --------- | ----------------------------------------------- | ----------------------------------------------- | -------------------------------- | ------------ |
|                                                | 1                                              | 11        | OnePlus                                         | 3+                                              | Joyn                             | MTV Alemania |
| 17 de noviembre– 22 de diciembre de 2021       | 1                                              | 11        | 22 de noviembre de 2021– 7 de febrero de 2022   | 8 de diciembre de 2021– 12 de enero de 2022     | 2 de febrero– 6 de abril de 2022 |              |
|                                                | 2                                              | 11        | OnePlus                                         | 3+                                              | Paramount+                       | MTV Alemania |
| 14 de diciembre de 2022– 26 de enero de 2023   | 2                                              | 11        | 14 de diciembre de 2022– 3 de abril de 2023     | 15 de diciembre de 2022– 26 de enero de 2023    | 8 de junio– 3 de agosto de 2023  |              |
|                                                | 3                                              | 11        | Paramount+                                      | Paramount+                                      | MTV Alemania                     | MTV Alemania |
| 14 de noviembre de 2023 – 6 de febrero de 2024 | 14 de noviembre de 2023 – 6 de febrero de 2024 | 11        | 15 de mayo – 19 de junio de 2024                | 15 de mayo – 19 de junio de 2024                |                                  |              |
|                                                | 4                                              | 11        | 19 de noviembre de 2024 – 11 de febrero de 2025 | 19 de noviembre de 2024 – 11 de febrero de 2025 | –                                | –            |

### Temporada 1 (2021)
| N.º (total) | N.º (temp.) | Título        | Estreno original        |
| ----------- | ----------- | ------------- | ----------------------- |
| 1           | 1           | «Episodio 1»  | 17 de noviembre de 2021 |
| 2           | 2           | «Episodio 2»  | 17 de noviembre de 2021 |
| 3           | 3           | «Episodio 3»  | 24 de noviembre de 2021 |
| 4           | 4           | «Episodio 4»  | 24 de noviembre de 2021 |
| 5           | 5           | «Episodio 5»  | 1 de diciembre de 2021  |
| 6           | 6           | «Episodio 6»  | 1 de diciembre de 2021  |
| 7           | 7           | «Episodio 7»  | 8 de diciembre de 2021  |
| 8           | 8           | «Episodio 8»  | 8 de diciembre de 2021  |
| 9           | 9           | «Episodio 9»  | 15 de diciembre de 2021 |
| 10          | 10          | «Episodio 10» | 15 de diciembre de 2021 |
| 11          | 11          | «Episodio 11» | 22 de diciembre de 2021 |
| —           | —           | «Reunión»     | 22 de diciembre de 2021 |

### Temporada 2 (2022–2023)
| N.º (total) | N.º (temp.) | Título             | Estreno original        |
| ----------- | ----------- | ------------------ | ----------------------- |
| 12          | 1           | «Episodio 1»       | 14 de diciembre de 2022 |
| 13          | 2           | «Episodio 2»       | 14 de diciembre de 2022 |
| 14          | 3           | «Episodio 3»       | 21 de diciembre de 2022 |
| 15          | 4           | «Episodio 4»       | 21 de diciembre de 2022 |
| 16          | 5           | «Episodio 5»       | 28 de diciembre de 2022 |
| 17          | 6           | «Episodio 6»       | 28 de diciembre de 2022 |
| 18          | 7           | «Episodio 7»       | 4 de enero de 2023      |
| 19          | 8           | «Episodio 8»       | 4 de enero de 2023      |
| 20          | 9           | «Episodio 9»       | 11 de enero de 2023     |
| 21          | 10          | «Episodio 10»      | 11 de enero de 2023     |
| 22          | 11          | «Episodio 11»      | 18 de enero de 2023     |
| —           | —           | «Mejores momentos» | 18 de enero de 2023     |
| —           | —           | «Reunión»          | 26 de enero de 2023     |

### Temporada 3 (2023–2024)
| N.º (total) | N.º (temp.) | Título             | Estreno original        |
| ----------- | ----------- | ------------------ | ----------------------- |
| 23          | 1           | «Episodio 1»       | 14 de noviembre de 2023 |
| 24          | 2           | «Episodio 2»       | 21 de noviembre de 2023 |
| 25          | 3           | «Episodio 3»       | 28 de noviembre de 2023 |
| 26          | 4           | «Episodio 4»       | 5 de diciembre de 2023  |
| 27          | 5           | «Episodio 5»       | 12 de diciembre de 2023 |
| 28          | 6           | «Episodio 6»       | 19 de diciembre de 2023 |
| 29          | 7           | «Episodio 7»       | 26 de diciembre de 2023 |
| 30          | 8           | «Episodio 8»       | 2 de enero de 2024      |
| 31          | 9           | «Episodio 9»       | 9 de enero de 2024      |
| 32          | 10          | «Episodio 10»      | 16 de enero de 2024     |
| 33          | 11          | «Episodio 11»      | 23 de enero de 2024     |
| —           | —           | «Mejores momentos» | 30 de enero de 2024     |
| —           | —           | «Reunión»          | 6 de febrero de 2024    |

### Temporada 4 (2024–2025)
| N.º (total) | N.º (temp.) | Título        | Estreno original        |
| ----------- | ----------- | ------------- | ----------------------- |
| 34          | 1           | «Episodio 1»  | 19 de noviembre de 2024 |
| 35          | 2           | «Episodio 2»  | 26 de noviembre de 2024 |
| 36          | 3           | «Episodio 3»  | 3 de diciembre de 2024  |
| 37          | 4           | «Episodio 4»  | 10 de diciembre de 2024 |
| 38          | 5           | «Episodio 5»  | 17 de diciembre de 2024 |
| 39          | 6           | «Episodio 6»  | 24 de diciembre de 2024 |
| 40          | 7           | «Episodio 7»  | 31 de diciembre de 2024 |
| 41          | 8           | «Episodio 8»  | 7 de enero de 2025      |
| 42          | 9           | «Episodio 9»  | 14 de enero de 2025     |
| 43          | 10          | «Episodio 10» | 21 de enero de 2025     |
| 44          | 11          | «Episodio 11» | 28 de enero de 2025     |
| —           | —           | «La Reunión»  | 11 de febrero de 2025   |